# Палета (металлургия)

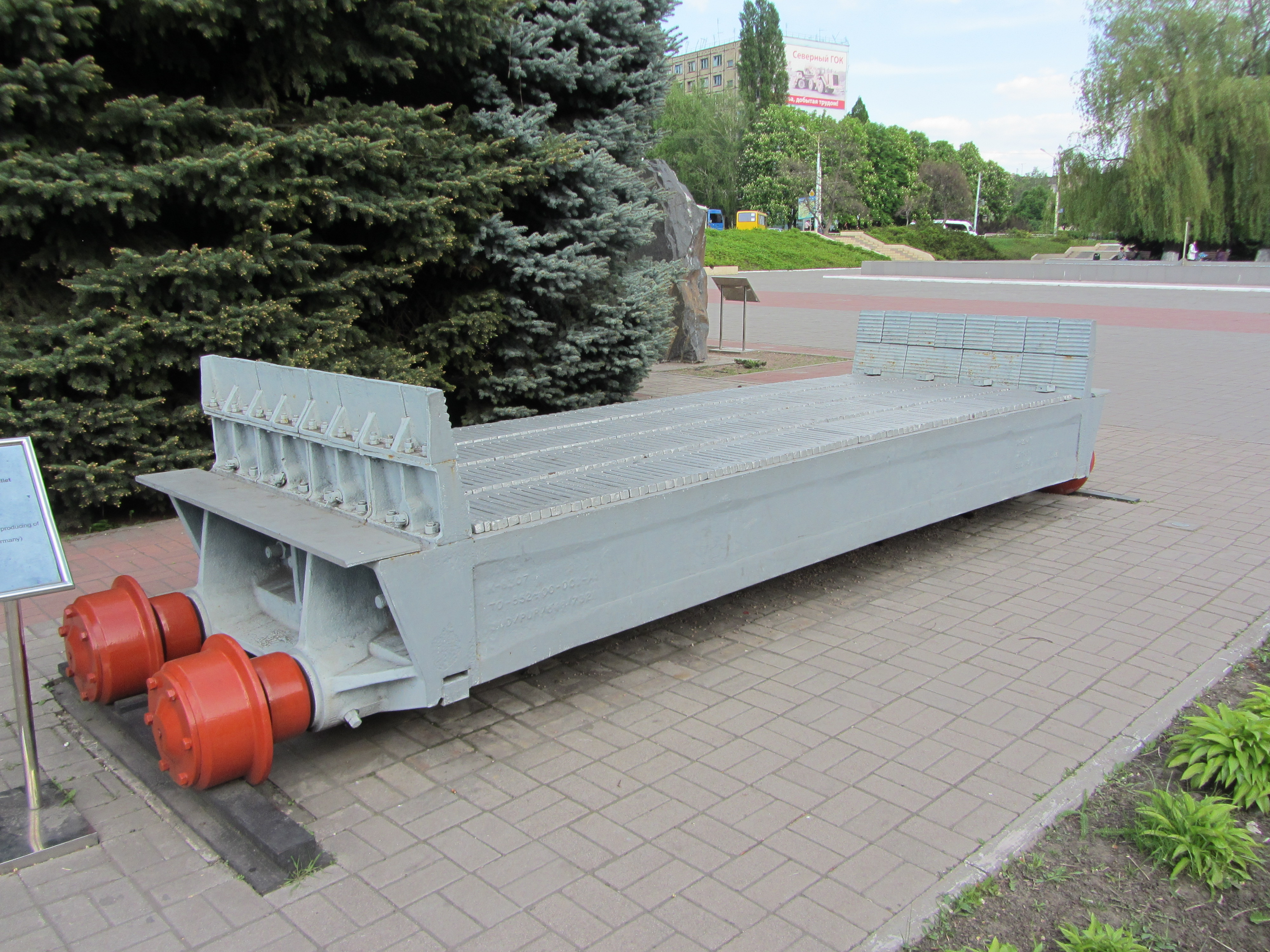
Обжиговая тележка OK-552 (Lurgi, Германия) в музее горной техники СевГОКа (Кривой Рог)

Пале́та (палле́та) (обжиговая или спекательная тележка) — часть обжиговой или агломерационной машины в виде массивной тележки, на которую загружается слой агломерационной шихты —при производстве агломерата или сырые окатыши при производстве обожжённых окатышей.
Палета представляет собой тележку сварной или литой конструкции, имеющую ролики, борты и колосниковое поле (колосниковую решётку). Палеты устанавливаются на рельсы обжиговой или агломерационной машины и образуют непрерывное колосниковое поле машины, двигающееся по принципу конвейера. В ряде случаев ходовая часть и уплотнения обжиговых и агломерационных тележек полностью унифицированы. Однако из-за отличий в характере температурно-временной обработки окатышей и агломерата скорости движения тележек обжиговых машин, как правило, меньше, чем агломерационных.

## Конструкция
Стальная рама палеты выполняется из нескольких секций, соединенных болтами. Между балками рамы набирают ряды стальных колосников (см. иллюстрацию), зазоры между которыми составляют 5—6 мм (живое сечение решетки 12—15 %). Сверху к раме на болтах крепятся сменные борта, высота которых соответствует высоте спекаемого слоя. Снизу к раме крепятся пластины уплотнения, которыми палета на ходу касается пластин уплотнения вакуум-камер.
Палета движется по рельсам на четырёх ходовых роликах; захват палеты звездочками привода осуществляется за четыре грузовых ролика или непосредственно за раму палеты. Полный комплект палет агломерационных машин с площадью спекания 50, 75 и 312 м2 состоит соответственно из 70, 80 и 130 спекательных тележек.

## Особенности эксплуатации
Обжиговые тележки работают круглосуточно в тяжелом термическом режиме, при котором нагрев их до высоких температур (700—1000 °С на колосниках и до 450—680°С на подколосниковых полках корпусов) циклически чередуется с охлаждением до 50—150°С. Отрицательное воздействие на элементы обжиговой тележки оказывает резкая теплосмена при переходе из зоны рекуперации (с прососом высокотемпературных газов сверху вниз) в зону охлаждения (с продувом холодного воздуха снизу вверх). На тележки воздействуют также газовые потоки, содержащие абразивную пыль, влагу и в ряде случаев — оксиды серы. Число температурных циклов в среднем составляет 500—550 в месяц.
Из всех деталей обжиговой тележки колосники испытывают воздействие наиболее высоких температур. Их изготовляют из высоколегированных материалов литьём или штамповкой.

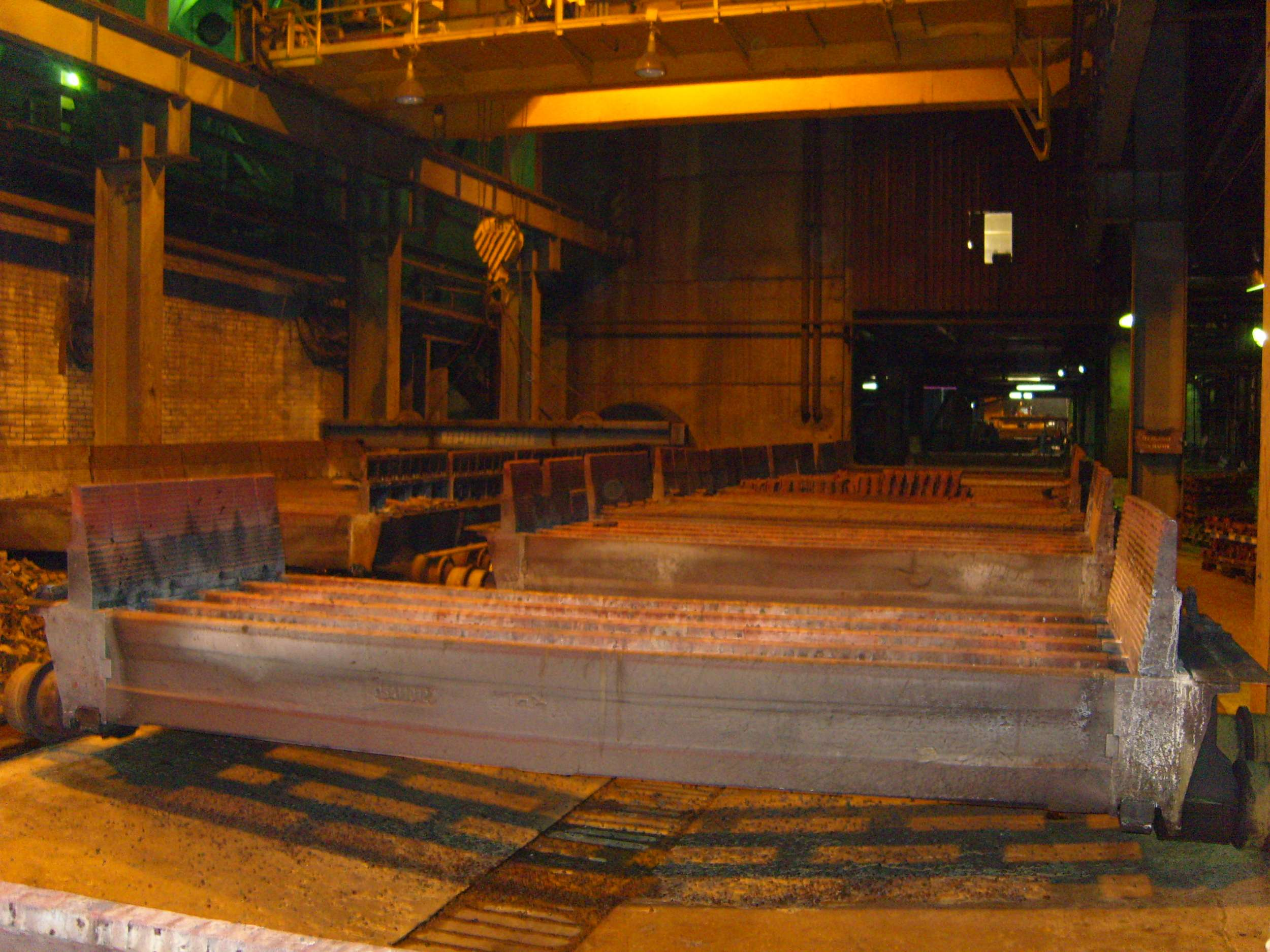
Обжиговая тележка (палета), применяемая для обжига окатышей
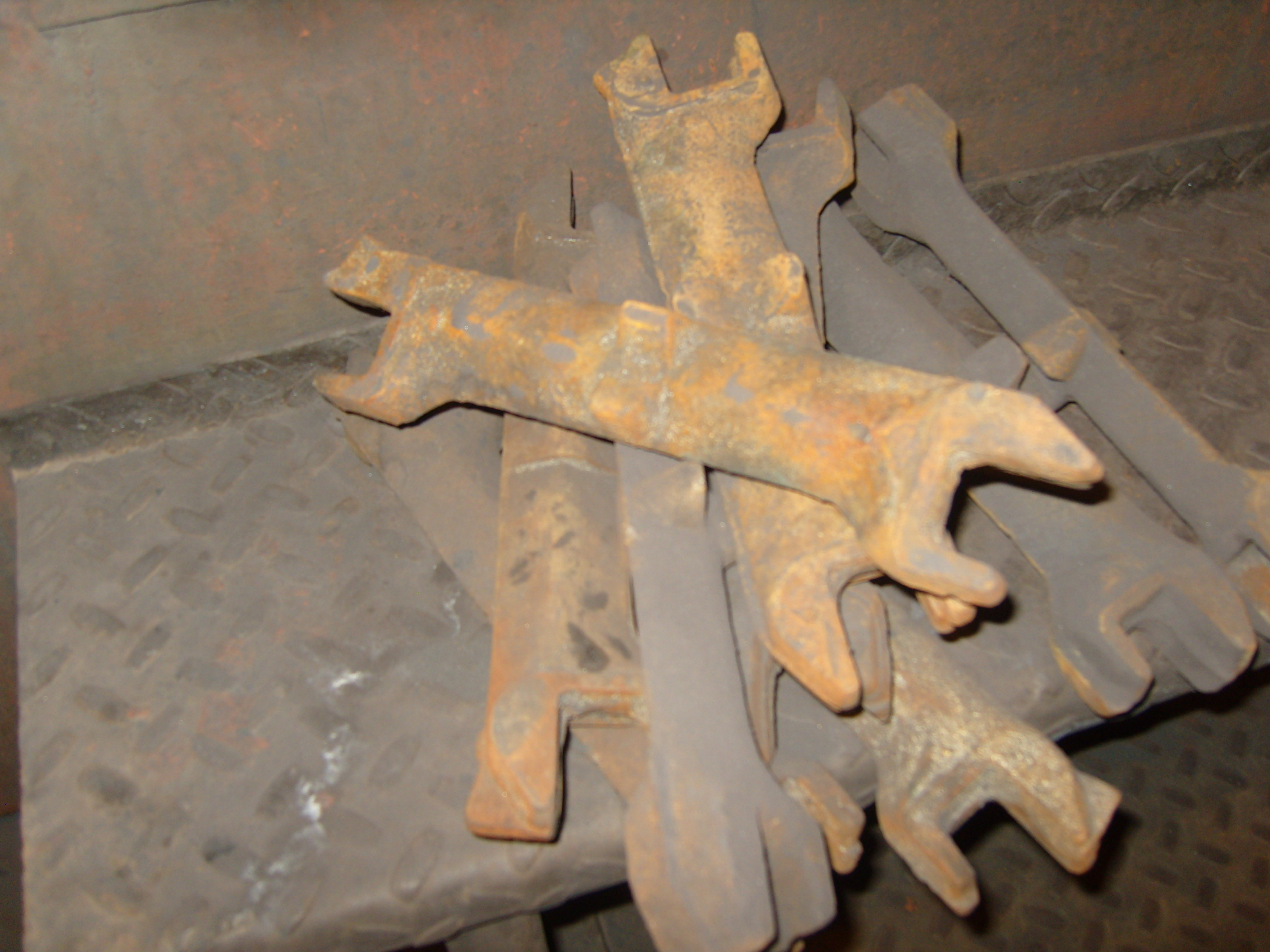
Колосники обжиговой тележки
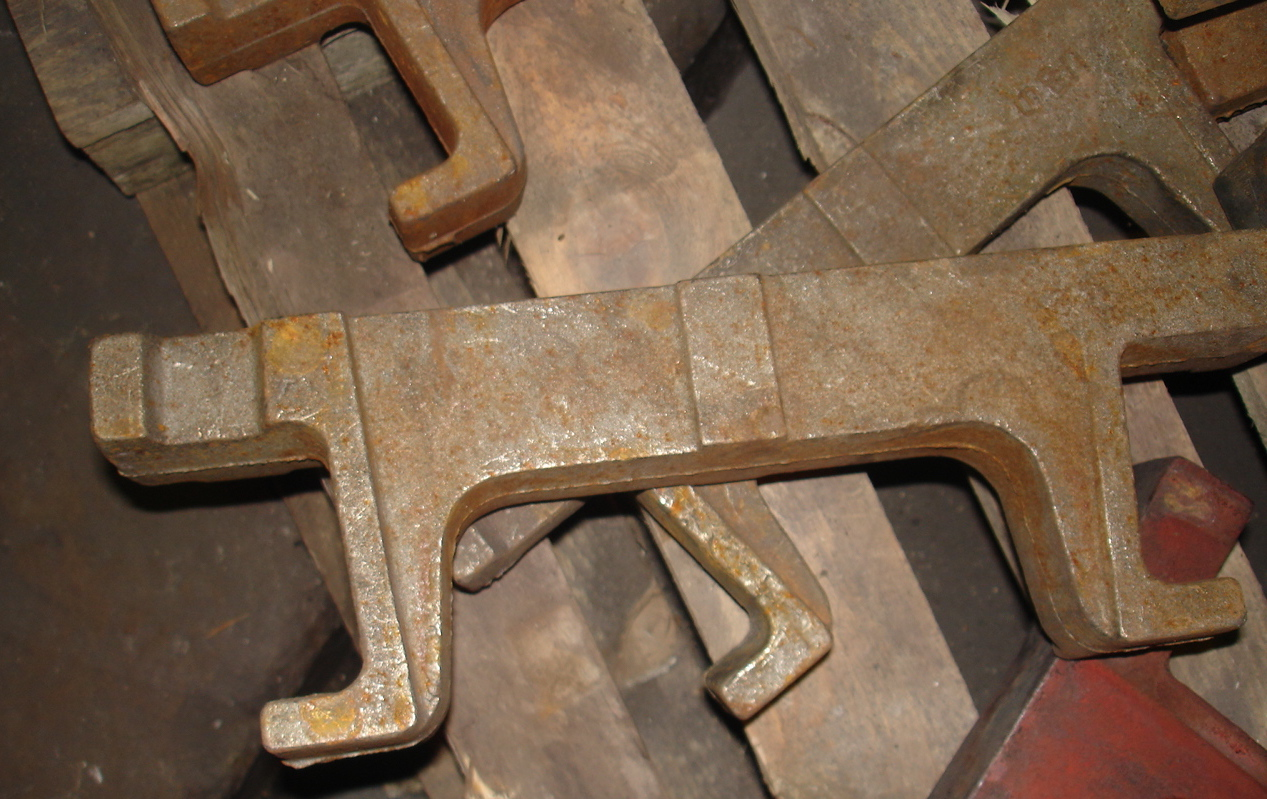
Колосники обжиговой тележки
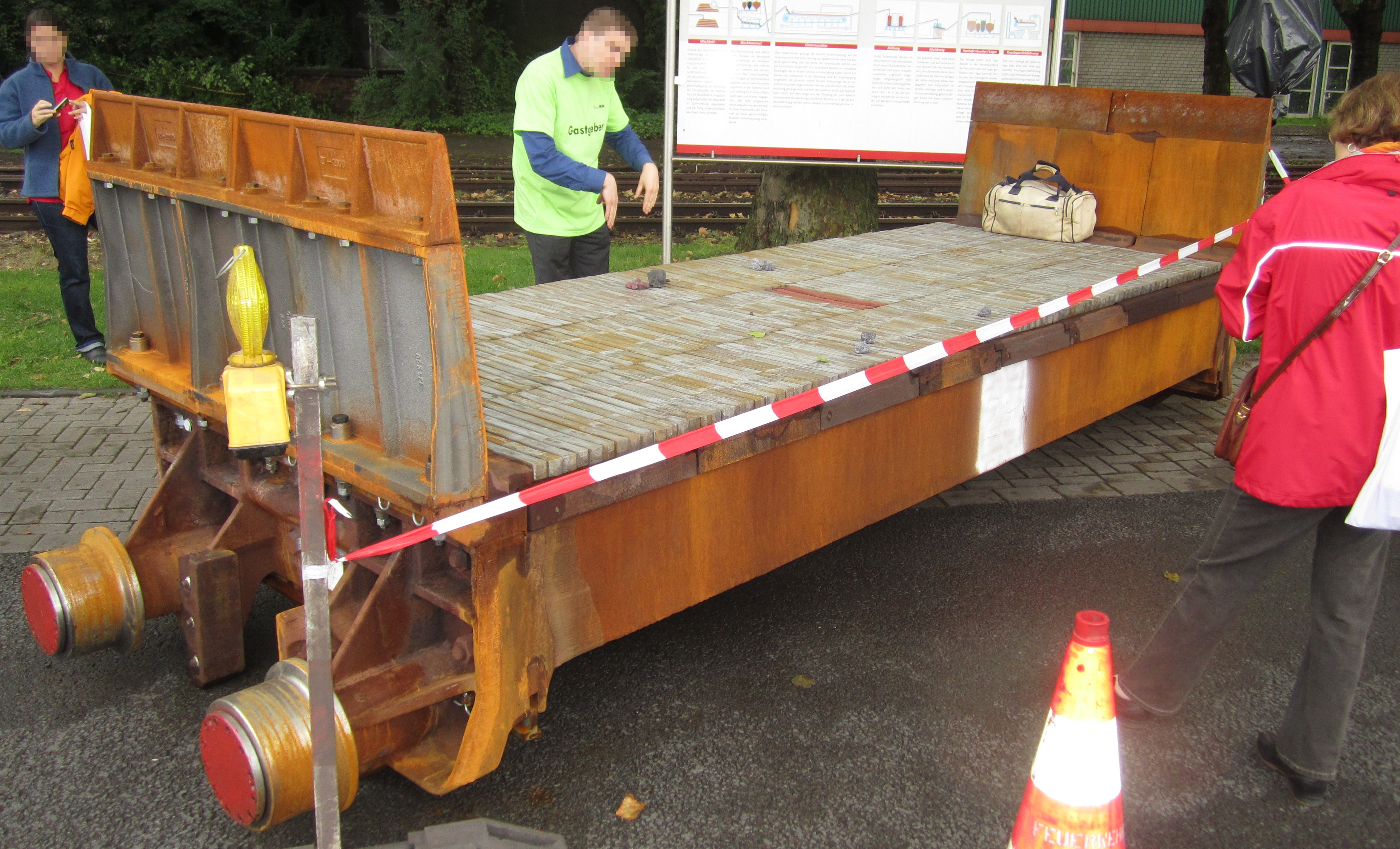
Обжиговая тележка с нарощенными бортами
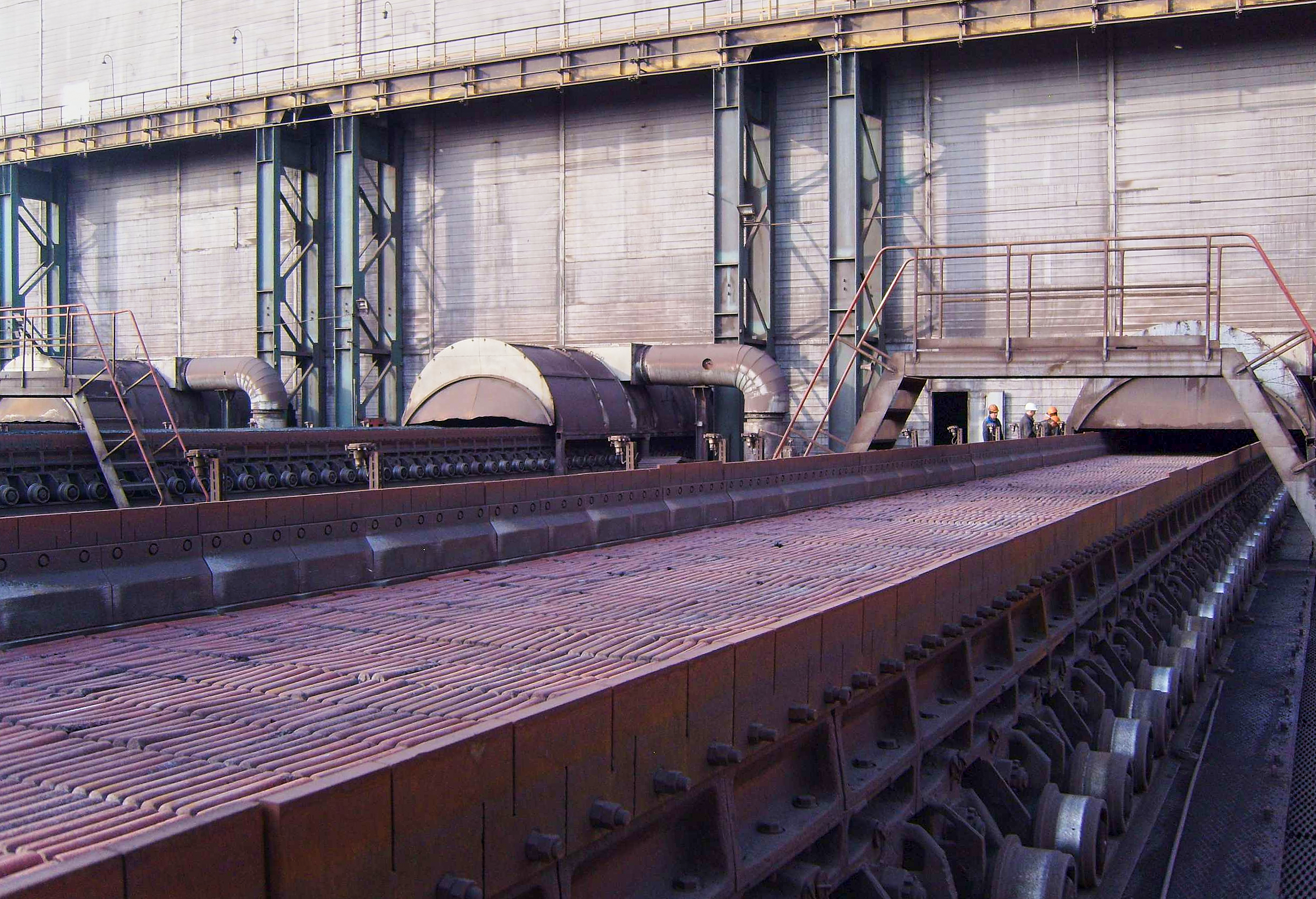
Хвостовая часть агломашины с тележками на открытом воздухе
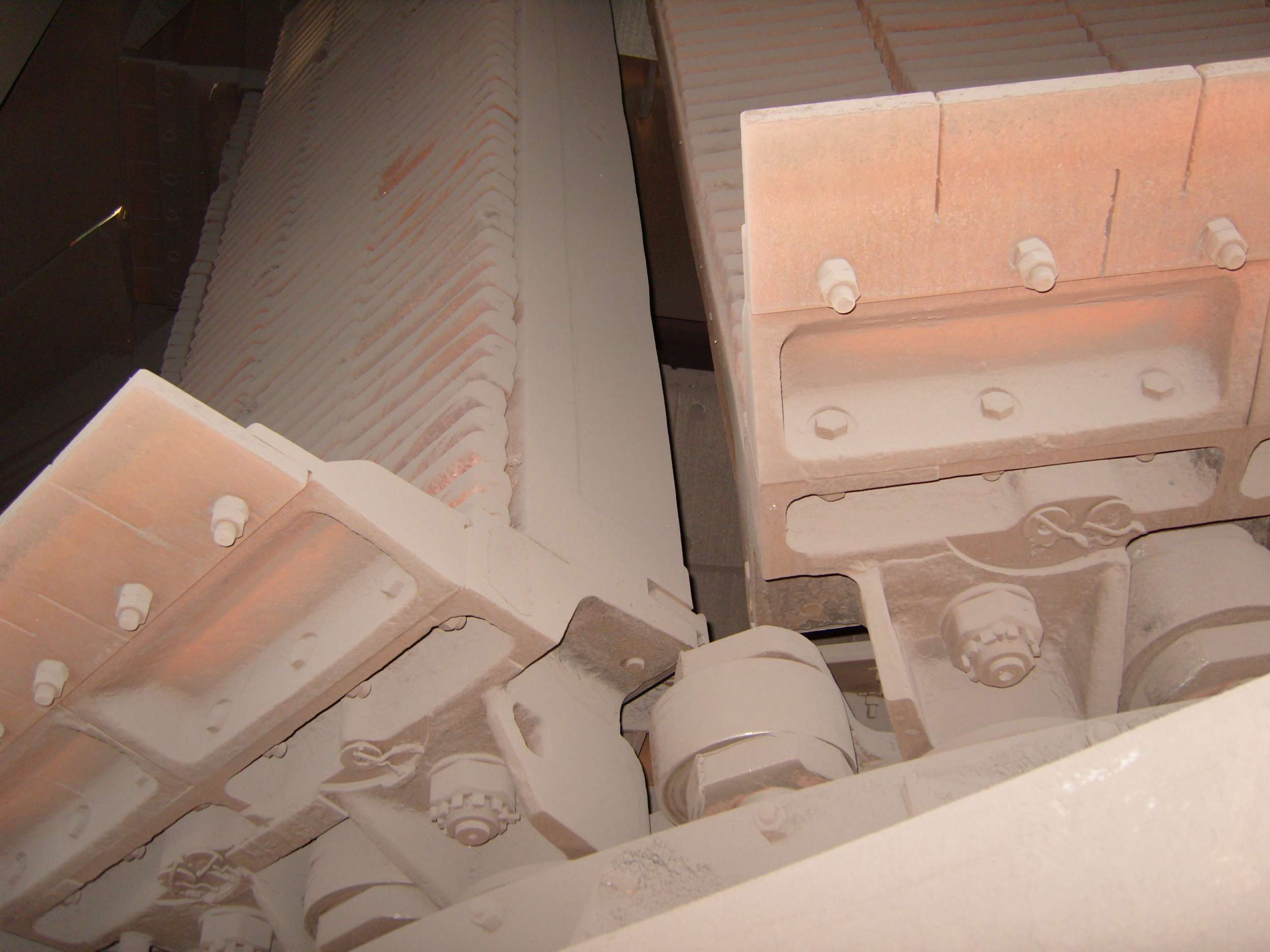
Спекательные тележки в месте разгрузки агломерата с агломашины